# Bojan Šaranov
Bojan Šaranov (in serbo Бojaн Шapaнoв?; Vršac, 22 settembre 1987) è un calciatore serbo, portiere del Brodarac.

## Carriera

### Club
Ha giocato nella prima divisione serba, in quella israeliana, in quella greca ed in quella azera.

### Nazionale
Ha disputato sette gare con la selezione Under-21.
Ha giocato la sua prima gara in nazionale in occasione dell'amichevole contro la Corea del Sud disputata il 3 giugno 2011.

## Palmarès

### Club

#### Competizioni nazionali
- Coppa di Serbia: 1

Partizan: 2015-2016
- Coppa d'Azerbaigian: 1

Qarabağ: 2016-2017